# キリノッチ県
キリノッチ県（キリノッチけん、タミル語: கிளிநொச்சி மாவட்டம் Kiḷinocci Māvaṭṭam、シンハラ語: කිලිනොච්චි දිස්ත්‍රික්කය、英語: Kilinochchi District）は、スリランカ北部州に属する県。県都はキリノッチ。

## 歴史

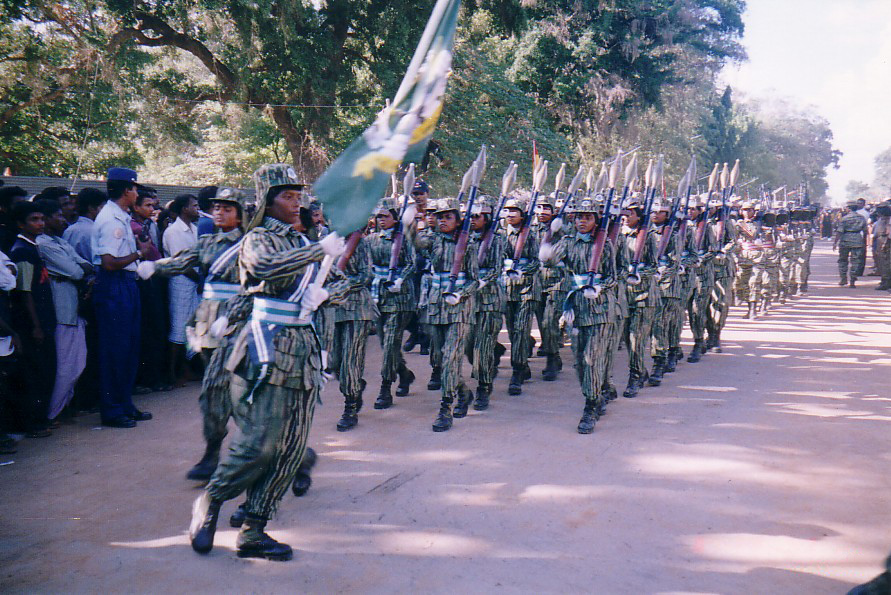
LTTEの軍事パレード（キリノッチ、2002年）

現在のキリノッチ県の領域は、紀元前5世紀から13世紀までラジャラタと呼ばれる王権の一部であった。13世紀から植民地時代までの期間は、キリノッチ県は北部のジャフナ王国の支配下に置かれていた。 ジャフナ王国の滅亡後、この地は時代とともにポルトガル、オランダ、そしてイギリスの支配下に入った。1815年、イギリスはセイロン島の支配を確立すると、全島を低地シンハラ、高地シンハラ、タミルの3つの民族を基準とする行政区域に分割した。この当時キリノッチ県の領域はジャフナ県に含まれており、ジャフナ県はタミル行政区域の一部とされた。1833年、コールブルーク・キャメロン委員会の提言により、民族別の行政区域は廃止され、新たに5つの地形に基づいた州が設立された。 ジャフナ県はマンナール県、ワンニ県とともに北部州を構成する県の一つとなった。
1936年、ジャフナ半島の人口過密・失業問題対策の一環として、キリノッチ県の領域に対する入植計画が実施された。1948年のスリランカ独立後も北部州の行政区画は引き継がれたが、ジャフナ県の一部は1978年9月に新たに誕生したムッライッティーヴー県へと移り、さらに1984年2月には残る南部地域が分離されキリノッチ県が誕生した。
スリランカ内戦中、キリノッチ県は長期に渡り反政府組織タミル・イーラム解放のトラ (LTTE) の支配下に入っていた。政府がその支配を回復したのは、スリランカ軍が奪還を果たした2009年初頭のことである。

## 地理
キリノッチ県はスリランカ最北の北部州のさらに北部中央のインド洋に面した沿岸部に位置している。面積は1,279 km2で、県域は北でジャフナ県、南でムッライッティーヴー県、南西でマンナール県と接する。県庁所在地であるキリノッチは、県の東西中央付近に位置している。

### 行政区画
キリノッチ県は4つの郡（DS地区）から構成されている。郡はさらに95のGN地区から構成されている。
| 郡（DS地区）    | 主要な都市 及び町 | GN 地区 | 面積 (km2) | 人口（2012年国勢調査） | 人口（2012年国勢調査） | 人口（2012年国勢調査） | 人口（2012年国勢調査） | 人口（2012年国勢調査） | 人口（2012年国勢調査） | 人口 密度 (/km2) |
| 郡（DS地区）    | 主要な都市 及び町 | GN 地区 | 面積 (km2) | スリランカ・タミル     | インド・タミル         | シンハラ               | スリランカ・ムーア     | その他                 | 合計                   | 人口 密度 (/km2) |
| --------------- | ----------------- | ------- | ---------- | ---------------------- | ---------------------- | ---------------------- | ---------------------- | ---------------------- | ---------------------- | ---------------- |
| Kandavalai      | Kandavalai        | 16      | 318        | 22,920                 | 7                      | 58                     | 17                     | 1                      | 23,003                 | 72               |
| Karachchi       | キリノッチ        | 42      | 358        | 58,901                 | 1,501                  | 533                    | 178                    | 24                     | 61,137                 | 171              |
| Pachchilaipalli | Pallai            | 18      | 164        | 8,274                  | 6                      | 222                    | 8                      | 0                      | 8,510                  | 52               |
| Poonakary       | プーネリン        | 19      | 439        | 19,433                 | 168                    | 149                    | 475                    | 0                      | 20,225                 | 46               |
| 合計            | 合計              | 95      | 1,279      | 109,528                | 1,682                  | 962                    | 678                    | 25                     | 112,875                | 88               |

## 人口動態
2012年時点のキリノッチ県の人口は111,210人。人口の大半はスリランカ・タミルから構成される。
キリノッチ県の人口動態は北部州の他県や東部州と同じように、2009年まで続いた内戦により大きな影響を受けている。この内戦における死者は10万人に上ると推定されており、また内戦期間を通じて、数十万から百万とも言われるタミル人が西側諸国などへ移住した。それ以外でも、多くのタミル人が比較的安全なコロンボへと移住している。さらに県内にいたスリランカ・ムーアやシンハラ人といったタミル人以外の民族グループの多くが、タミル・イーラム解放のトラ (LTTE) により他の地域へと追放された。

### 民族
| 年             | タミル  | タミル | シンハラ | シンハラ | ムスリム | ムスリム | その他 | その他 | 合計 人口 |
| 年             | 人口    | %      | 人口     | %        | 人口     | %        | 人口   | %      | 合計 人口 |
| -------------- | ------- | ------ | -------- | -------- | -------- | -------- | ------ | ------ | --------- |
| 1981年国勢調査 | 89,197  | 97.33% | 741      | 0.81%    | 1,567    | 1.71%    | 136    | 0.15%  | 91,641    |
| 1999年推計     | n/a     | n/a    | n/a      | n/a      | n/a      | n/a      | n/a    | n/a    | 156,428   |
| 2000年推計     | n/a     | n/a    | n/a      | n/a      | n/a      | n/a      | n/a    | n/a    | 154,015   |
| 2001年推計     | n/a     | n/a    | n/a      | n/a      | n/a      | n/a      | n/a    | n/a    | 148,052   |
| 2002年推計     | n/a     | n/a    | n/a      | n/a      | n/a      | n/a      | n/a    | n/a    | 153,721   |
| 2003年推計     | n/a     | n/a    | n/a      | n/a      | n/a      | n/a      | n/a    | n/a    | 140,145   |
| 2004年推計     | n/a     | n/a    | n/a      | n/a      | n/a      | n/a      | n/a    | n/a    | 140,920   |
| 2005年推計     | 165,781 | 99.77% | 2        | 0.00%    | 383      | 0.23%    | 0      | 0.00%  | 166,166   |
| 2006年推計     | 196,611 | 99.78% | 2        | 0.00%    | 424      | 0.22%    | 0      | 0.00%  | 197,037   |
| 2007年推計     | 195,386 | 99.78% | 2        | 0.00%    | 424      | 0.22%    | 0      | 0.00%  | 195,812   |
| 2008年推計     | 190,599 | 99.78% | 2        | 0.00%    | 424      | 0.22%    | 0      | 0.00%  | 191,025   |
| 2009年推計     | 22,099  | 93.54% | 1        | 0.00%    | 1,525    | 6.46%    | 0      | 0.00%  | 23,625    |
| 2011年調査     | 102,779 | 99.10% | 138      | 0.13%    | 774      | 0.75%    | 26     | 0.03%  | 103,717   |
| 2012年国勢調査 | 111,210 | 98.52% | 962      | 0.85%    | 678      | 0.60%    | 25     | 0.02%  | 112,875   |